# NGC 357
NGC 357 est une galaxie lenticulaire barrée située dans la constellation de la Baleine. NGC 357 a été découverte par l'astronome germano-britannique William Herschel en 1785.

## Caractéristiques
Sa vitesse par rapport au fond diffus cosmologique est de 2 074 ± 27 km/s, ce qui correspond à une distance de Hubble de 30,6 ± 2,2 Mpc (∼99,8 millions d'al).
À ce jour, une mesure non basée sur le décalage vers le rouge (redshift) donne une distance d'environ 32,100 Mpc (∼105 millions d'al). Cette valeur est à l'intérieur des valeurs de la distance de Hubble.

## Morphologie
Dans la  bande K infrarouge, NGC 357 présente une barre centrale de 26 secondes d'arc dont l'ellipticité maximale est de 0,42. L'angle de position de celle-ci est de 122°.